# Antonino Bonaccorsi
Pour les articles homonymes, voir Bonaccorsi.
Antonino Bonaccorsi également appelé il Chiaro, né en juin 1826 à Acireale en Sicile et mort en 1897, est un peintre italien.

## Biographie
Antonino Bonaccorsi naît en juin 1826 à Acireale.
Son père est médecin. Antonino étudie d'abord l'art avec Giuseppe Gandolfi, un éminent portraitiste de Catane, qui lui a enseigné le dessin.
À l'âge de 19 ans, il se rend à Rome où il travaille sous la direction de Natale Carta et de Francesco Coghetti. Admis à l'Accademia di San Luca, il y gagne plusieurs prix. Il est en mesure de voyager souvent à Paris.[réf. souhaitée] Pris dans la révolution romaine de 1848-1849, il participe à la défense de la brève République Romaine. Au cours de ces combats, il a des afflictions qui le préoccupe le reste de sa vie. De 1853 à 1859, il part en exil à Florence; il retourne à Rome, puis à Acireale en 1859.
Il est connu pour ses portraits, dont ceux du professeur Tedeschi, du poète Salvatore Vigo, du Baron de Santa Margherita, du professeur Cantore Seminara, du sénateur Vigo Fuccio, du professeur Della Noce et le signora Tropea-Rossi.
Parmi ses peintures religieuses et historiques, il représenté le Pape Pie IX assistant au décès du Roi Ferdinand II; un Santi Cosma e Damiano pour la Basilique de San Sebastiano à Acireale; un Santi Filippo e Giacomo pour l'église de la Matrice di Castiglione Siculo; un Immaculée Conceception; un San Geraldo vescovo pour la Cathédrale d'Acireale; Il Battista che sgrida ai farisei ; La Gloire de Saint-Sébastien pour l'église du même nom à Acireale; Saint Philippe Neri pour l'église de l'Oratoire de Saint Philippe Neri à Acireale; un Martyre de Saint Sébastien pour la Chiesa Matrice de Riposto.

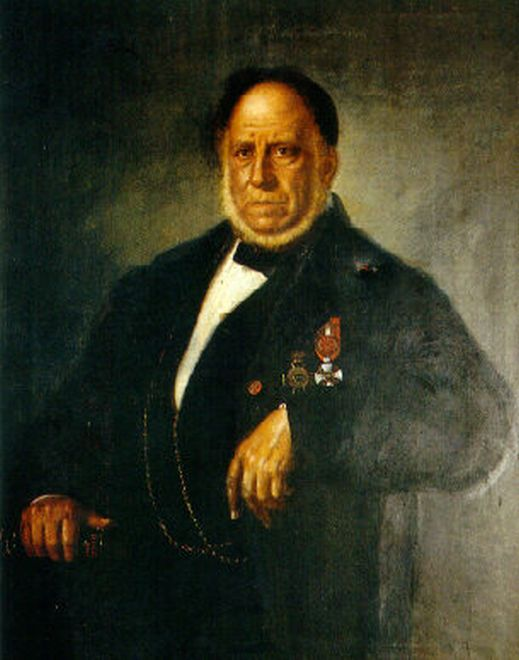
Lionardo Vigo Calanna, Marquis de Gallodoro, poète italien et homme politique. Portrait par Antonino Bonaccorsi

D'autres portraits incluent le Baron Agostino Pennisi de Floristella; l'honorable Giambartolo Romeo dans le Palazzo di Acireale; le poète Leonardo Vigo, des portraits du  prêtre Giuseppe Ragonisi et la famille Geremia se retrouvent dans la Pinacothèque de l'Accademia degli Zelanti et dans le Gabinetto di lettura di Acireale.